# Yunus Emre Gedik
Yunus Emre Gedik (* 29. Juni 1999 in Istanbul) ist ein türkischer Fußballspieler.

## Karriere
Gedik spielte in seiner Jugend für Göktürk Sarayspor, 2015 wechselte er zu Eyüpspor. Er gab sein Debüt bei den Profis am 14. April 2017 gegen İnegölspor, das Spiel gewann Eyüpspor mit 3:2.